# Isopterygium pseudosubulatum
Isopterygium pseudosubulatum är en bladmossart som beskrevs av Jean Édouard Gabriel Narcisse Paris 1900. Isopterygium pseudosubulatum ingår i släktet Isopterygium och familjen Hypnaceae. Inga underarter finns listade i Catalogue of Life.